# Baku Crystal Hall
Baku Crystal Hall est un centre polyvalent situé à Bakou, dans le quartier de Bayil, à proximité immédiate de la place du drapeau national. Il a accueilli le 57e Concours Eurovision de la chanson en mai 2012.

## Historique

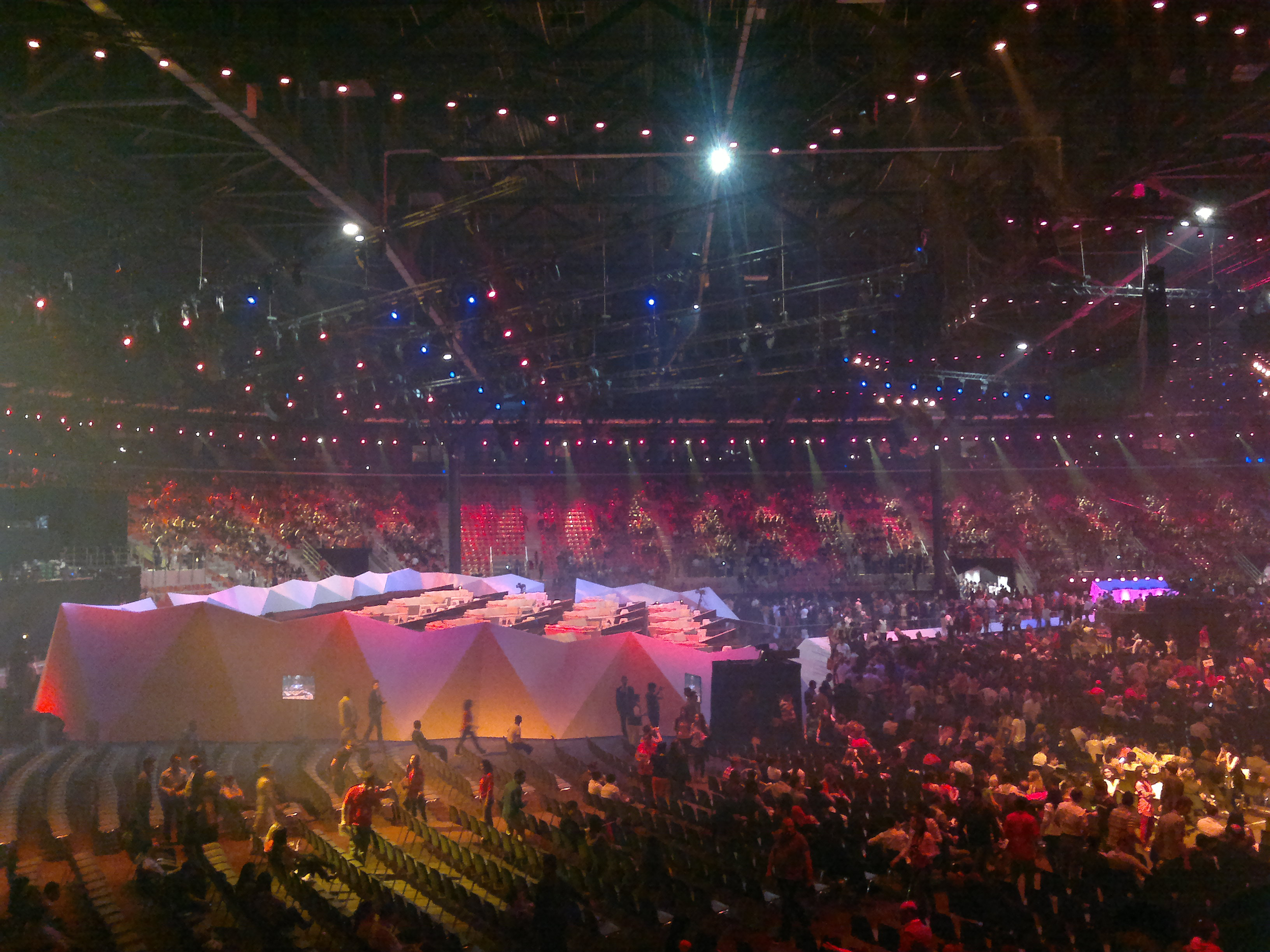
Vue intérieure du Baku Crystal Hall.

Le 2 août 2011, le projet architectural a été signé avec l'agence allemande Alpine Bau Deutschland AG et la première pierre est posée quelques semaines plus tard.
Même si le coût intégral du contrat avec l'entrepreneur n'est pas nommé, le gouvernement a alloué 6 millions de manat azerbaïdjanais pour la construction de la salle. Le 5 septembre 2011, il a été annoncé que la salle aura une capacité de 23 000 places.